# Vrba (Žirovnica, Slovenija)
Vrba je naselje u slovenskoj Općini Žirovnici. Vrba se nalazi u pokrajini Gorenjskoj i statističkoj regiji Gorenjskoj. 
U Vrbi su rođeni slovenski pjesnik France Prešeren i Anton Vovk, ljubljanski nadbiskup, sluga Božji, žrtva komunističkih progona.

## Stanovništvo
Prema popisu stanovništva iz 2002. godine naselje je imalo 196 stanovnika.